# Grand Prix Formule 1 van Italië 1993
De Grand Prix Formule 1 van Italië 1993 werd gehouden op 12 september 1993 op Monza.

## Uitslag
| Positie | Nummer | Rijder               | Team                  | Ronden | Tijd/Opgave         | Startplaats | Punten |
| ------- | ------ | -------------------- | --------------------- | ------ | ------------------- | ----------- | ------ |
| 1       | 0      | Damon Hill           | Williams-Renault      | 53     | 1:17:07.509         | 2           | 10     |
| 2       | 27     | Jean Alesi           | Ferrari               | 53     | +40.012             | 3           | 6      |
| 3       | 7      | Michael Andretti     | McLaren-Ford          | 52     | +1 Ronde            | 9           | 4      |
| 4       | 29     | Karl Wendlinger      | Sauber                | 52     | +1 Ronde            | 15          | 3      |
| 5       | 6      | Riccardo Patrese     | Benetton-Ford         | 52     | +1 Ronde            | 10          | 2      |
| 6       | 20     | Érik Comas           | Larrousse-Lamborghini | 52     | +1 Ronde            | 20          | 1      |
| 7       | 24     | Pierluigi Martini    | Minardi-Ford          | 51     | +2 Rondes           | 22          |        |
| 8       | 23     | Christian Fittipaldi | Minardi-Ford          | 51     | +2 Rondes           | 24          |        |
| 9       | 19     | Philippe Alliot      | Larrousse-Lamborghini | 51     | +2 Rondes           | 16          |        |
| 10      | 22     | Luca Badoer          | Lola-Ferrari          | 51     | +2 Rondes           | 25          |        |
| 11      | 11     | Pedro Lamy           | Lotus-Ford            | 49     | Elektrisch probleem | 26          |        |
| 12      | 2      | Alain Prost          | Williams-Renault      | 48     | Motor               | 1           |        |
| 13      | 4      | Andrea de Cesaris    | Tyrrell-Yamaha        | 47     | Oliedruk            | 18          |        |
| 14      | 3      | Ukyo Katayama        | Tyrrell-Yamaha        | 47     | +6 Rondes           | 17          |        |
| DNF     | 21     | Michele Alboreto     | Lola-Ferrari          | 23     | Ophanging           | 21          |        |
| DNF     | 5      | Michael Schumacher   | Benetton-Ford         | 21     | Motor               | 5           |        |
| DNF     | 26     | Mark Blundell        | Ligier-Renault        | 20     | Spin                | 14          |        |
| DNF     | 28     | Gerhard Berger       | Ferrari               | 15     | Ophanging           | 6           |        |
| DNF     | 12     | Johnny Herbert       | Lotus-Ford            | 14     | Spin                | 7           |        |
| DNF     | 25     | Martin Brundle       | Ligier-Renault        | 8      | Ongeluk             | 12          |        |
| DNF     | 8      | Ayrton Senna         | McLaren-Ford          | 8      | Ongeluk             | 4           |        |
| DNF     | 10     | Aguri Suzuki         | Arrows-Mugen-Honda    | 0      | Motor               | 8           |        |
| DNF     | 9      | Derek Warwick        | Arrows-Mugen-Honda    | 0      | Ongeluk             | 11          |        |
| DNF     | 30     | Jyrki Järvilehto     | Sauber                | 0      | Ongeluk             | 13          |        |
| DNF     | 14     | Rubens Barrichello   | Jordan-Hart           | 0      | Ongeluk             | 19          |        |
| DNF     | 15     | Marco Apicella       | Jordan-Hart           | 0      | Ongeluk             | 23          |        |

## Wetenswaardigheden
- Ayrton Senna raakte Damon Hill in de eerste bocht, maar beiden konden doorrijden.
- Ayrton Senna remde te traag bij het inhalen van Martin Brundle en raakte de Ligier-Renault in de achtste ronde, waardoor beiden moesten opgeven.
- Het was de laatste Formule 1-race van Michael Andretti, ook het beste resultaat van de rijder. Vanaf de volgende race werd hij vervangen door Mika Häkkinen.
- Christian Fittipaldi reed vlak voor de finish achterop bij teamgenoot Pierluigi Martini, waarbij hij een salto maakte. Desondanks wist hij te finishen.

## Statistieken
| Pole-position | Alain Prost | Williams-Renault | 1:21.179 |
| Snelste ronde | Damon Hill  | Williams-Renault | 1:23.575 |

## Noot
- Dit was het debuut van de Italiaanse coureur Marco Apicella, en de Portugese coureur Pedro Lamy.
- Vijfde Grand Prix-start voor een Portugese coureur.
- Eerste podiumplaats voor Michael Andretti.

1921 · 1922 · 1923 · 1924 · 1925 · 1926 · 1927 · 1928 · 1931 · 1932 · 1933 · 1934 · 1935 · 1936 · 1937 · 1938 · 1947 · 1948 · 1949 · 1950 · 1951 · 1952 · 1953 · 1954 · 1955 · 1956 · 1957 · 1958 · 1959 · 1960 · 1961 · 1962 · 1963 · 1964 · 1965 · 1966 · 1967 · 1968 · 1969 · 1970 · 1971 · 1972 · 1973 · 1974 · 1975 · 1976 · 1977 · 1978 · 1979 · 1980 · 1981 · 1982 · 1983 · 1984 · 1985 · 1986 · 1987 · 1988 · 1989 · 1990 · 1991 · 1992 · 1993 · 1994 · 1995 · 1996 · 1997 · 1998 · 1999 · 2000 · 2001 · 2002 · 2003 · 2004 · 2005 · 2006 · 2007 · 2008 · 2009 · 2010 · 2011 · 2012 · 2013 · 2014 · 2015 · 2016 · 2017 · 2018 · 2019 · 2020 · 2021 · 2022 · 2023 · 2024 · 2025